# Embellisia abundans
Embellisia abundans är en svampart som beskrevs av E.G. Simmons 1983. Embellisia abundans ingår i släktet Embellisia och familjen Pleosporaceae.   Inga underarter finns listade i Catalogue of Life.